# Tacaná (Guatemala)
Tacaná è un comune del Guatemala facente parte del dipartimento di San Marcos.